# Melitón Cardona Torres
Melitón Cardona Torres (Palma de Mallorca, 2 de noviembre de 1944) es un antiguo diplomático español. 

## Carrera diplomática
Licenciado en Derecho por la Universidad de Zaragoza, ingresó en 1981 en la carrera diplomática. Estuvo destinado en las representaciones diplomáticas españolas en Mozambique, Mauritania, Marruecos, República Federal de Alemania, Cuba, Argelia y Rusia. Ha sido subdirector general de África Subsahariana, asesor jurídico Internacional y abogado del Estado sustituto con habilitación especial del Ministerio de Justicia.
Fue embajador de España en Dinamarca (2008-2010), siendo sustituido por Diego Muñiz Lovelace.